# 318 Magdalena
318 Magdalena là một tiểu hành tinh lớn ở vành đai chính. Nó được Auguste Charlois phát hiện ngày 24.9.1891 ở Nice. Không biết rõ nguồn gốc tên của nó.
Năm 2005, nó đã che khuất một ngôi sao trong chòm sao Scutum, được quan sát thấy từ Úc.